# 石堂山
32°56′45″N 111°38′07″E / 32.945734°N 111.635163°E
石堂山古称灵堂山，是一座位于河南省内乡县乍岖乡境内的道教名山。山麓内有一山洞形状如石堂，故名。东晋时期的著名道人麻衣子在此山修練，奠定了石堂山后来的地位，自唐代唐太宗李世民开始，历代皇帝对石堂山多有敕建。

## 历史
东晋孝武帝太元九年（384年），“麻衣子”受得道高人“左元太极”的指点，来到此山修道达十九年之久。
唐代贞观十三年（639年），为纪念东晋时期在此山隐居修炼达十九年之久的道人麻衣子，唐太宗封麻衣子为“慈惠普济真人”，并敕建“普济宫”于石堂山，赐麻衣子修道的山洞为“显圣洞”。
宋末元初，全真七子之一的丘处机来到石堂山的普济宫隐居修行。1206年，成吉思汗建立蒙古汗国后，想招丘处机为国师，于是两次派使者召见他，可是丘处机隐居山林，避而不见。但成吉思汗仍然没有放弃，于是第三次派刘仲禄携带手诏请丘处机出山。丘处机最终还是被成吉思汗的诚意打动，决定辅佐成吉思汗。后来成吉思汗还赐予丘处机虎符和玺书，玺书内容就是石堂山普济宫的碑文——《成吉思皇帝赐丘神仙手诏碣》。

## 四大景观
石堂山的景观以怪石、幽洞、古柏、龙泉为主，大片遍布着奇形怪状石头的奇石林、奇石坡、奇石阵是石堂山的一大特色。幽洞是石堂山的另一景观，山以洞显。石堂山的山名便来自山腰的岩洞，石堂山上山洞多达二十一个，较为知名的有十八个，如十二龙潭洞、石堂洞、蝙蝠洞、鹁鸽洞、卧虎洞等，十二龙潭洞内泉水、深潭、钟乳石交互辉映，堪称一绝。十二龙潭洞是由山顶的水流沿山而下，汇聚在洞中，然后潭潭相连而成。因洞内潭水太深，常人往往无法入内。洞中钟乳倒挂，怪石嶙峋，流水潺潺，引人入胜。石堂洞又名麻衣石室，此洞就是麻衣子的道场。洞口状如天眼，洞内宽敞如堂，夏不落雨，冬不坐雪，四季如春，温凉如玉。古柏是石堂山的又一景观，古柏据传有千年树龄，树干甚粗需3人合抱，高达30多米，树干弯曲盘旋而上，枝桠弯曲分叉，活似一条张牙舞爪的飞龙，因此人们又称之为“龙柏”，古柏虽历经千年沧桑，仍枝繁叶茂，生机勃勃，被誉为“石堂山的保护神”。龙泉是石堂山的第四景，龙泉在曾被唐太宗封为“显圣洞胜泉”。因为此泉水来自于十二龙潭，所以叫龙泉，龙泉是长流之水，不因天旱而减，不因雨涝而增，饮之清洌甘甜。

## 碑林
石堂山碑林现存石碑17块，分别是元朝至大二年（1309年）碑1块，明朝万历年间（1573-1620年）和天启年间（1622-1629年）碑共计12块，其余是清朝和民国时期的存碑，碑文的书体以楷书为主，也有隶书。这些碑碣对于了解石堂山的人文历史具有重要的参考价值，同时对于书法艺术也有重要的研究意义。

## 参看
- 麻衣子
- 邓窑